# Carpinone
Carpinone är en ort och kommun i provinsen Isernia i regionen Molise i Italien. Kommunen hade 1 100 invånare (2018).